# 格洛斯特圣伯多禄堂
圣伯多禄堂（St Peter's Church）是一座罗马天主教教堂，位于英格兰格洛斯特。它建于1860至1868年，由吉尔伯特·布隆特设计。它位于市中心伦敦路与黑狗路拐角。这是一座II* 级登录建筑。

## 历史
1788年，吉尔达特神父得到玛丽·韦伯小姐的1000英镑捐款，在格洛斯特伯克利街建立罗马天主教传教站。 1789年成立堂区，次年派驻神父，在伦敦路建造圣伯多禄小堂。。
1850年，伦纳德·卡尔德班克神父就任。 他计划建造较大的教堂，以容纳人数增加的教友。1857年，弗朗西丝·坎宁为建造教堂提供了1，000英镑。1859年，小堂拆除。1860年，教堂开设建造，为哥特式风格。1868年10月8日，教堂祝圣。祭衣间建于1879-80年。
主日有四场弥撒，周六下午6：00，周六上午9：00，周日下午10：00和下午5：30.